# Ptahchepsès IV
Pour les articles homonymes, voir Ptahchepsès.
Ptahchepsès est le quatrième grand prêtre de Ptah à porter ce nom. Il exerça cette importante fonction pendant le règne d'Ounas à la fin de la Ve dynastie. 
Issu ou à l'origine d'une des familles les plus puissantes de cette période de l'Ancien Empire, son parcours est exemplaire de l'ascension du clergé memphite et de son influence auprès de la famille royale.
Avec son épouse aimée Intyit (ou Ânthat, selon les traductions), il eut deux fils, Sabu et Ptahchepsès fils, ainsi qu'une fille au nom perdu.

## Sépulture
Sabu est figuré sur plusieurs parois de la tombe en compagnie de son père ou parmi les porteurs de présents qui s'avancent vers l'image du défunt assis devant une table d'offrande. Il porte le titre de maître artisan ce qui le rattache explicitement au clergé memphite. Ce fait, relié à la proximité immédiate de la chapelle du grand prêtre de Ptah Sabou Ibébi, permet d'identifier les deux personnages de manière convaincante et de reconstituer une partie de la généalogie du dignitaire.
|                    | Ptahchepsès IV                                 |  |
| ------------------ | ---------------------------------------------- |  |
| Type               | mastaba                                        |  |
|                    |                                                |  |
| Emplacement        | Saqqarah                                       |  |
| Date de découverte | avant 1881 (année du décès d'Auguste Mariette) |  |
| Découvreur         | Jacques de Morgan (fouilleur en 1893)          |  |
| Fouilles           | ...                                            |  |
| Objets découverts  | ...                                            |  |

Sa tombe a été retrouvée à Saqqarah par Auguste Mariette avant sa mort en 1881, puis fouillée par Jacques de Morgan en 1893, un peu au nord du mastaba d'un autre Ptahchepsès qui lui exerça cette fonction sous le règne de Chepseskaf. Mariette la baptisa la « tombe double » car elle jouxte au nord une deuxième chapelle dédiée à un autre grand prêtre de Ptah : Sabou Ibébi.
Du mastaba de Ptahchepsès provient une stèle fausse porte en calcaire, peinte en rouge pour imiter le granit et gravée de figures et hiéroglyphes à la coloration verte. Elle porte les cartouches des pharaons Ounas et Téti et indique notamment qu'il était aussi le prêtre des pyramides de ces deux pharaons, nous renseignant par la même occasion sur le règne probable sous lequel le grand prêtre s'éteignit.
Très semblable par son apparence à la grande stèle du premier Ptahchepsès, bien que les liens entre les deux personnages ne soient pas établis clairement, la proximité de leurs tombeaux ainsi que l'analogie de leur décoration incitent à penser qu'ils appartenaient à une seule et même famille.
Si cette hypothèse se trouve avérée, alors Ptahchepsès est de sang royal par son aïeule Khâmaât, épouse du premier Ptahchepsès et fille de Chepseskaf.
Ptahchepsès IV serait donc à l'origine d'une véritable dynastie de prêtres dont certains occupèrent comme lui la plus haute fonction religieuse memphite au cours des règnes et dynasties qui suivirent. Ces prêtres firent également construire leurs mastabas à Saqqarah non loin de leur ancêtre.